# Altlombardische Sprache
Als Altlombardisch bezeichnet man die Sprachstufe der lombardischen Sprache des Spätmittelalters, insbesondere des 13. und 14. Jahrhunderts. Es ist die Sprache, in der unter anderem die Mailänder Schriftsteller Bonvesin da la Riva und Pietro de Barsegapè in der zweiten Hälfte des Duecento ihre Werke verfasst haben, weshalb das Altlombardische auch für die italienische Literaturgeschichte und Dialektologie von einiger Bedeutung ist.

## Eigenschaften
Das Altlombardische zeigt in vielen Bereichen Vorstufen zum modernen Lombardisch und stellt dadurch eine hilfreiche Quelle für dessen historische Grammatik dar. Zu den unterscheidenden Merkmalen zählen:
- Auslautende Vokale sind oft noch erhalten. So lässt sich beispielsweise die Zwischenstufe quisti ‚diese‘ belegen, die durch Metaphonie aus *questi hervorgegangen ist und im modernen Lombardischen durch Apokope zu quist wurde.
- Im Gegensatz zum Lombardischen der Gegenwart konnte das Subjektpronomen noch ausgelassen werden (z. B. avé no podeven fioli[1] ‚[Sie] konnten keine Kinder haben‘, Vita di Sant’Alessio 17).
- Es sind noch Reste des Perfekts vorhanden. Es zeigt sich jedoch schon vielfach, wie deren Eindeutigkeit durch Lautwandel gefährdet wird. So fallen beispielsweise die Formen dicit ‚sagt‘ und dixit ‚sagte‘, Letzteres über *di(s)se zu /ˈdize/ zusammen.
- Morphologisch ist das literarische Altlombardisch unter anderem durch das Vorhandensein zahlreicher Formvarianten (Polymorphismen) gekennzeichnet. So stehen beispielsweise apokopierte Infinitive auf -à neben Vollformen auf -are[2].

## Forschungsstand
Das Altlombardische ist zwar gut dokumentiert, die Forschung unterliegt aber dennoch einigen Limitationen. Da die mittelalterlichen Kopisten keine diakritischen Zeichen im Sinn der modernen Orthografie verwendeten, gibt die Schreibung oft keine unmittelbare Auskunft über den Lautstand. Oftmals liegen auch latinisierende oder toskanisierende Schreibungen vor, die nicht mit der lombardischen Aussprache in Einklang zu bringen sind. Da bei den mittelalterlichen Handschriften auch keine Elisionen markiert wurden, lässt sich beispielsweise nicht abschließend feststellen, ob bzw. in welchen Fällen ⟨che⟩ für die bloße Konjunktion che ‚dass‘ steht und wie oft die Folge eigentlich ch’e ‚dass ich‘ zu lesen ist. Solche Fragen sind für die Entwicklung zu den obligatorischen Subjektpronomina im modernen Lombardisch von zentraler Bedeutung.

## Beispiel
Quiloga se lomenta   lo Satanas traitor

Dra Vergene Maria   matre del Salvator,

E dise: “Oi guaia mi,   com sont in gran dolor,

Quam grand sopergiọ me fa   la matre del Segnor […].”
Bonvesin da la Riva, De Sathana cum Virgine 1–4
Es beklagt sich hier der verräterische Satan

über Jungfrau Maria, die Mutter des Erlösers,

und sagt: „Ach, weh mir, was bin ich in großem Leid,

welch große Schmähung fügt die Mutter des Herrn mir zu […].“

### Erläuterungen
Beim /r/ in dra (← de la) ‚von der‘ handelt es sich um Rhotazismus. Das Wort matre ist eine latinisierende Schreibung, zu erwarten wäre eigentlich *madre, da di Okklusive /p t k/ zwischen Vokalen bzw. zwischen Vokal und Liquida zu /b d g/ sonorisiert werden (vgl. neulombardisch mader ← *madr). Quiloga ‚hier‘ ist ein typisch altlombardisches Adverb mit nicht abschließend geklärter Etymologie.

### Sekundärliteratur
- György Domokos: Appunti su morfologia e sintassi del Milanese di Bonvesin de la Riva. In: Aevum. 72 Fasc. 3 (1998), S. 619–631.
- Silvia Morgana: Storia linguistica di Milano. Roma: Carocci 2012.
- Adolfo Mussafia: Darstellung der altmailändischen Mundart nach Bonvesin’s Schriften. (Aus dem Aprilhefte des Jahrganges 1868 der Sitzungsberichte der philos.-hist. Cl. der kais. Akademie der Wissenschaften [LIX. Bd. S. 5] besonders abgedruckt.) K. Gerold’s Sohn, Wien 1868.
- Raymund Wilhelm: Bonvesin da la Riva agiografo e volgarizzatore: Dagli exempla della Vita scholastica ai miracoli in volgare, in: Michele Colombo, Paolo Pellegrini, Simone Pregnolato (Hrsg.): Storia sacra e profana nei volgarizzamenti medioevali. Berlin/Bosten: De Gruyter 2019, S. 19–40.

### Altlombardische Texte
- Bonvesin da la Riva: I volgari di Bonvesin da la Riva. Testi dei mss. Trivulziano 93 (vv. 113–fine), Ambrosiano T. 10 sup., N. 95 sup., Toledano capitolare 10–28, a cura di Adnan Gökçen (= Studies in Italian culture. 32). Peter Lang, New York/Vienna 2001.
- Bonvesin da la Riva: I volgari di Bonvesin da la Riva: testi del ms. Berlinese, a cura di Adnan Gökçen. New York/Wien: Peter Lang 1996 (= Studies in Italian culture 18).
- Bonvesin da la Riva: La vita di Sant’Alessio: edizione secondo il codice Trivulziano 93, a cura di Raymund Wilhelm. Tübingen: Niemeyer 2006 (= Beihefte zur Zeitschrift für romanische Philologie. 335).
- Bonvesin da la Riva: Le opere volgari di Bonvesin da la Riva, a cura di Gianfranco Contini. Roma: Società Filologica Romana 1941.
- Pietro de Barsegapè: Die Reimpredigt des Pietro da Barsegapè. Kritischer Text mit Einleitung, Grammatik und Glossar, herausgegeben von Emil Keller. Frauenfeld: Huber 1901.